# 趙弘恩
趙弘恩，字姜庭，号芸书，汉军镶红旗人。康熙平藩功臣赵琏之孫，镶红旗汉军参领赵世纶之子，河道总督赵世显胞侄。生母為定西将军兼三等候李国翰之孙女。趙弘恩在雍正朝备受宠信，两年之内三次升迁，从四品道员升至二品巡抚，惟在乾隆朝因与高宗“宽严相济”的治国之道背道而驰屡起屡踬，一度被发配至蒙古军台。

## 生平
他的母親李氏常以她的祖父李国翰立功封侯之事，勉励弘恩诸兄弟曰：「孟母吾不能，忠孝尔辈事。弦诵之余命学射者，念吾祖一日战功七十二，戮力疆场，而侯于定西也。尔辈其图之，吾之愿焉」。
康熙五十八年 (1719年)，初仕湖广荆南道。同年七月，趙弘恩驅車到隆中尋找武侯故跡，見到「斷碑臥水」遂於隆中稍前重建武侯祠，新祠於次年四月竣工。祠內竪三碑，中刻武侯遺像，載《梁父吟》，旁鐫前後《出師表》，又於祠後建草亭，受到襄陽士人稱贊。康熙五十九年 (1720年)，首倡重建校士館，並且由趙弘恩及襄陽官員捐獻俸祿建設而成，次年館成。
雍正二年 (1724年)，补湖南岳常道。赴任广西途中暗访各省官员操守及能力的广西左江镇总兵梁永禧对赵弘恩之评价甚高，稱其「署按察使印，清廉有名，审断明敏」、「今任岳常道，官声大好」。
雍正三年 (1725年)，调湖北武昌道。雍正五年(1727年)，复任武昌道。雍正六年 (1728年) 二月，擢湖南按察使。同年十月，调四川布政使。雍正七年 (1729年) 四月，署理湖北巡抚印务。同年九月，擢湖南巡抚。
雍正十一年（1733年），以湖南巡撫署理兩江總督。雍正十二年正式任職。因避乾隆帝名讳而将“弘”字改为“宏”字，又名赵宏恩。乾隆二年（1737年）二月，赵宏恩被调离两江总督任，内召为工部尚书。乾隆三年，因受许登瀛行贿案牵连而以“纳贿”之罪被革职并发配军台。